# Kétszáz kedvenc közelről
A Kétszáz kedvenc közelről Rátonyi Róbert 1988-ban megjelent könyve. A kötetben szereplő interjúk a Fülesben jelentek meg 1979 tavaszától kéthetente.
1. Aczél Endre
2. Agárdi Gábor
3. Alfonzó
4. Andorai Péter
5. Antal Imre
6. Aradszky László
7. Árkus József
8. Almási Éva
9. Balázsovits Lajos
10. Balázs Péter
11. Baleczky Annamária
12. Bay Éva
13. Bayer Ilona
14. Bács Ferenc
15. Dr. Bálint György
16. Bánsági Ildikó
17. Bárdy György
18. Benedek Miklós
19. Benkő Gyula
20. Béres Ilona
21. Berkes Zsuzsa
22. Bilicsi Tivadar
23. Bodrogi Gyula
24. Klaus Maria Brendauer
25. Carelli Gábor
26. Chrudinák Alajos
27. Bing Crosby
28. Tony Curtis
29. Csala Zsuzsa
30. Lorán Lenke
31. Csákányi László
32. Cseke Péter
33. Cserháti Zsuzsa
34. Csongrádi Kata
35. Sammy Davis Jr.
36. Dayka Margit
37. Detre Annamária
38. Déri János
39. Marlene Dietrich
40. Dolly
41. Egri János
42. Endrei Judit
43. Eric (Vogel Imre)
44. Dr. Erőss Pál
45. Esztergályos Cecília
46. Feledi Péter
47. Felföldi Péter
48. Ferencsik János
49. Fényes Szabolcs
50. George Feyer
51. Fónay Márta
52. Galambos Erzsi
53. Garas Dezső
54. Gálfi János
55. Gálvölgyi János
56. Géczy Dorottya
57. G. Dénes György
58. Gobbi Hilda
59. Gór Nagy Mária
60. Görbe Nóra
61. Gregor József
62. Michel Gyarmathy
63. Gyulai István
64. Hajas Ilona
65. Halász Judit
66. Hámori Tibor
67. Harsányi Gábor
68. Haumann Péter
69. Hegedűs D. Géza
70. Hernádi Judit
71. Hirtling István
72. Hortobágyi Judit
73. Horváth Gyula
74. Horváth Tivadar
75. Jákó Vera
76. Juszt László
77. Kabos László
78. Kállai Ferenc
79. Kálmán György
80. Kálmán Imréné
81. Kalmár Magda
82. Kalmár Tibor
83. Kaposy Miklós
84. Katona Klári
85. Kazal László
86. Kellér Dezső
87. Kern András
88. Kertész Zsuzsa
89. Kibédi Ervin
90. Kiskalmár Éva
91. Kocsis Zoltán
92. Koltai Lajos
93. Komár László
94. Koncz Zsuzsa
95. Koós János
96. Korda György
97. Kovács Apollónia
98. Kovács Erzsi
99. Kovács Kati
100. Kovács P. József
101. Kovács Zsuzsa
102. Körmendi János
103. Kudlik Júlia
104. Lakatos Gabriella
105. László György
106. Latabár Kálmán
107. Lehoczky Zsuzsa
108. Gina Lollobrigida
109. Lőrincze Lajos
110. Lukács Margit
111. Lukács Sándor
112. Makay Margit
113. Markos György
114. Nádas György
115. Márkus László
116. Marosán György
117. Máté Gábor
118. Máthé Erzsi
119. Medveczky Ilona
120. Mensáros László
121. Mészöly Kálmán
122. Mikó István
123. Moldova György
124. Moldoványi Ákos
125. Molnár Margit
126. Moór Mariann
127. Nagy Bandó András
128. Németh Marika
129. Novotny Zoltán
130. Jevgenyij Nyeszterenko
131. Oszter Sándor
132. Oszvald Marika
133. Páger Antal
134. Palásthy György
135. Pap Vera
136. Papp László
137. Pataky Jenő
138. Paudits Béla
139. Payer András
140. Gregory Peck
141. Pécsi Ildikó
142. Petrányi Judit
143. Petress István
144. Petress Zsuzsa
145. Psota Irén
146. Puskás Ferenc
147. Rajkin
148. Rapcsányi László
149. Fernando Rey
150. Rodolfo
151. Rózsa György
152. Rubik Ernő
153. Ruttkai Éva
154. Sáfár Anikó
155. Sándor Károly
156. Sass József
157. Schirilla György
158. Schubert Éva
159. S. Nagy István
160. Somogyi Jenő
161. Straub Dezső
162. Sugár András
163. Sunyovszky Szilvia
164. Szabó István
165. Szabó László
166. Szabó Sándor
167. Szacsvay László
168. Szegvári Katalin
169. Szemes Mari
170. Szepesi György
171. Szerencsi Éva
172. Szilágyi György
173. Szilágyi János
174. Szilvási Lajos
175. Szirtes Ádám
176. Szombathy Gyula
177. Sztankay István
178. Szuhay Balázs
179. Takács Marika
180. Tamási Eszter
181. Horst Tappert
182. Temessy Hédi
183. Tiboldi Mária
184. Tolnay Klári
185. Tordai Teri
186. Törőcsik Mari
187. Turay Ida
188. Vágó István
189. Verebély Iván
190. Verebes József
191. Dr. Veres Pál
192. Vitár Róbert
193. Vitray Tamás
194. Voith Ági
195. Johnny Weissmüller
196. Weöres Sándor
197. Zalatnay Sarolta
198. Záray Márta
199. Zentay Mária
200. Zenthe Ferenc